# Oncocitoma renale
L’oncocitoma renale è una neoplasia solida benigna caratterizzata dalla presenza di caratteri macroscopici propri del carcinoma renale e che in passato ha erroneamente indotto a considerarlo come potenzialmente maligno e capace di metastatizzare.
Rappresenta il 3- 7% di tutte le masse renali. Si tratta di tumori ben capsulati, con cellule eosinofile ben differenziate, la cui prognosi è solitamente buona anche nei casi in cui la massa invade il grasso perinefrico (20% dei casi) e le strutture vascolari (5% dei casi). Dal punto di vista della caratterizzazione citogenetica, si possono raggruppare in tre famiglie: perdita del cromosoma 1 o Y; traslocazioni su 11q13 ed anomalie varie. Piuttosto recentemente si sono individuate delle forme familiari: Familiar Renal Oncocytoma (FRO)